# Lijst van Diguetidae
De lijst van Diguetidae bevat alle wetenschappelijk beschreven soorten spinnen uit de familie van de Diguetidae.

## Diguetia
Diguetia Simon, 1895
- Diguetia albolineata (O. P.-Cambridge, 1895)
- Diguetia andersoni Gertsch, 1958
- Diguetia canities (McCook, 1889)
  - Diguetia canities dialectica Chamberlin, 1924
  - Diguetia canities mulaiki Gertsch, 1958
- Diguetia catamarquensis (Mello-Leitão, 1941)
- Diguetia imperiosa Gertsch & Mulaik, 1940
- Diguetia mojavea Gertsch, 1958
- Diguetia propinqua (O. P.-Cambridge, 1896)
- Diguetia signata Gertsch, 1958
- Diguetia stridulans Chamberlin, 1924

## Segestrioides
Segestrioides Keyserling, 1883
- Segestrioides badia (Simon, 1903)
- Segestrioides bicolor Keyserling, 1883
- Segestrioides copiapo Platnick, 1989
- Segestrioides tofo Platnick, 1989